# Velódromo Nacional de Gales
El Velódromo Nacional de Gales (en galés: Felodrom Cenedlaethol Cymru; en inglés: Wales National Velodrome) en Newport, en el sur de Gales, en Reino Unido es un pabellón deportivo situado en la villa deportiva internacional de Newport en Liswerry. Las instalaciones del velódromo, incluyen una pista cubierta de 250 metros hecha de pino siberiano, un salón de eventos / baile, sala de pesas, sala de fitness, una sala de pruebas de drogas y un estadio deportivo de usos múltiples techado. Posee asientos para 500 espectadores. El velódromo de Newport acoge la sede del Club Ciclista juvenil de Newport.